# Charlotte Wegener
Charlotte Wegener (* 19. Januar 1929 in Berlin; † 30. März 2010 in Würselen) war eine deutsche Pädagogin und Politikerin (CDU).

## Werdegang
Wegener war Vorsitzende des Berliner Elternvereins. Im Februar 1991 rückte sie für Marlies Wanjura in das Abgeordnetenhaus nach, dem sie bis zum Ende der Wahlperiode im Herbst 1995 angehörte.

## Ehrungen
- 1989: Verdienstkreuz am Bande der Bundesrepublik Deutschland
- 1. Oktober 1994: Verdienstorden des Landes Berlin